# Diederik Boer
Diederik Boer (* 24. September 1980 in Emmeloord, Provinz Flevoland) ist ein niederländischer Fußballspieler. Seit 2017 spielt er für PEC Zwolle.

## Werdegang
In seiner Jugend spielte Diederik Boer Fußball bei den Flevo Boys in seiner Heimatstadt Emmeloord, bevor er 1995 in die Jugendmannschaft von PEC Zwolle aufgenommen wurde. 1999 schied er dort altersbedingt aus und gelangte zu Zwolles zweiter Mannschaft, bis er schließlich 2002 für die erste Mannschaft von PEC Zwolle debütierte. Boer blieb daraufhin über ein Jahrzehnt lang Torhüter bei Zwolle und spielte mit der Mannschaft sowohl in der Eredivisie als auch in der zweiten niederländischen Liga. Insgesamt absolvierte er 293 Einsätze für Zwolle.
Im Sommer 2014 wechselte Diederik Boer zu Ajax Amsterdam, wo er einen Drei-Jahres-Vertrag bis Sommer 2017 erhielt. Seitdem wird er weit weniger häufig eingesetzt. Er spielt teilweise auch für die zweite Mannschaft, Jong Ajax.